# Y Piscium
Y Piscium (Y Psc) es una estrella variable en la constelación de Piscis, visualmente situada a poco más de 2º al noreste de θ Piscium.
Su magnitud aparente máxima, en banda B, es +9,60.
De acuerdo a la nueva reducción de los datos de paralaje de Hipparcos, Y Piscium se encuentra a una incierta distancia de 800 pársecs (2600 años luz), aunque el error en la medición es igual al valor de la propia medida.
Y Piscium es una binaria espectroscópica con un período de 3,7658 días.
La estrella primaria es una estrella blanca de tipo espectral A3 con una luminosidad 65 veces superior a la del Sol.
Posee una masa entre 2,05 y 2,80 masas solares y un radio entre 2 y 3,1 radios solares.
La estrella secundaria es una subgigante naranja de tipo K0IV.
Su luminosidad es 8,5 veces mayor que la luminosidad solar, aunque apenas contribuye con el 11% a la luminosidad conjunta del sistema.
Con una masa inferior a la solar —entre el 53% y el 70% de esta—, su radio es entre 3,6 y 4,0 veces más grande que el del Sol.
Y Piscium es una binaria eclipsante, no muy distinta a Alphecca (α Coronae Borealis) o a Y Camelopardalis.
Durante el eclipse principal, el brillo de Y Piscium disminuye 3 magnitudes, mientras que en el secundario la disminución de brillo no es perceptible.